# Sainte Arche royale
Ne doit pas être confondu avec Rite de l'Arche royale.
La Saint Arche royale est un haut grade de la franc-maçonnerie anglo-saxonne présent dans plusieurs systèmes maçonniques. Intégré dans la pratique de la Grande Loge unie d'Angleterre, il est un ordre différent du Rite de l'Arche royale haut grade du Rite d'York, bien que faisant partie de la même souche historique. Les membres de la Sainte Arche royale font partie de chapitre appartenant à l'Ordre suprême de la Saint Arche royale qui est présent dans les iles britanniques, dans les pays du Commonwealth principalement et en Europe minoritairement. Les chapitres de l'ordre ne décerne qu'un seul grade, celui de maçon de l'Arche royale.